# Connor Ball
Connor Samuel John Ball (Aberdeen, 15 de março de 1996) é um cantor, compositor, instrumentista, produtor e modelo escocês mais conhecido por ser o baixista e vocalista de apoio na banda pop britânica The Vamps.

## Biografia e carreira musical

### Vida pessoal ecovers
Connor Ball nasceu em Aberdeen, Escócia em 15 de março de 1996 mas se mudou com a família ainda criança para Birmingham, Inglaterra. É filho de Simon e Kellyanne Ball e tem um irmão mais novo chamado Lewis. Ele começou a tocar guitarra aos 12 anos de idade, influenciado por bandas como All Time Low e You Me At Six, e passou a enviar covers para o YouTube em 2012, tendo como destaque "It Girl" do cantor americano Jason Derulo, "We Are Never Ever Getting Back Together" da cantora americana Taylor Swift e "The Man Who Can't Be Moved" da banda irlandesa The Script.

### The Vamps
Em novembro de 2012, quando a banda The Vamps havia sido contratada pela gravadora Mercury Records, os integrantes perceberam que precisavam de um baixista, então começaram a procurar por um, chegando até a fazer concurso no Facebook. Eles encontraram Connor através de um amigo no facebook e após verem seu cover de "We Are Never Ever Getting Back Together", James McVey entrou em contato com ele para saber se ele tocava baixo, e, apesar de não saber, Connor decidiu aprender para tocar na banda. A primeira aparição de Connor nos covers da banda foi em 03 de fevereiro de 2013, com o mashup de "Baby/All Around the World/Beauty and a Beat" do cantor canadense Justin Bieber, mas somente entrou oficialmente para a banda em 10 de março de 2013. O primeiro cover da The Vamps oficialmente como um quarteto foi "22" da cantora Taylor Swift, enviado em 14 de março do mesmo ano e é o cover mais visto deles até então. The Vamps lançou 4 álbuns de estúdio desde então e lançará seu quinto em 2019/2020.

## Carreira de modelo
Em março de 2015, a agência de modelos Storm Models anunciou ter contratado os quatro integrantes da The Vamps. Desde então, a banda já foi capa de revistas como Fabulous Magazine, Notion Magazine e 1883 Magazine. Connor foi capa da Style Birmingham Man em setembro de 2016.

## Produção e Composição

### Créditos como compositor
| Título                           | Artista                                                           | Álbum                                                                             | Ano  | Notas         |
| -------------------------------- | ----------------------------------------------------------------- | --------------------------------------------------------------------------------- | ---- | ------------- |
| "All Night"                      | The Vamps e Matoma                                                | Night & Day                                                                       | 2016 | Co-compositor |
| "Another World"                  | The Vamps                                                         | Meet the Vamps                                                                    | 2014 | Co-compositor |
| "Be With You"                    | The Vamps                                                         | Wake Up                                                                           | 2015 | Co-compositor |
| "Beliya"                         | Vishal-Shekhar (com participação de The Vamps)                    | Beliya (single)                                                                   | 2016 | Co-compositor |
| "Boy Without A Car"              | The Vamps                                                         | Wake Up                                                                           | 2015 | Co-compositor |
| "Burn"                           | The Vamps                                                         | Wake Up                                                                           | 2015 | Co-compositor |
| "Cheater"                        | The Vamps                                                         | Wake Up                                                                           | 2015 | Co-compositor |
| "Coming Home"                    | The Vamps                                                         | Wake Up (Edição deluxe)                                                           | 2015 | Co-compositor |
| "Dangerous"                      | The Vamps                                                         | Meet the Vamps                                                                    | 2014 | Co-compositor |
| "Fall"                           | The Vamps                                                         | Meet the Vamps (Edição deluxe)                                                    | 2014 | Co-compositor |
| "Girls On TV"                    | The Vamps                                                         | Meet the Vamps                                                                    | 2014 | Co-compositor |
| "Golden"                         | The Vamps                                                         | Meet the Vamps (Edição deluxe)                                                    | 2014 | Co-compositor |
| "Half Way There"                 | The Vamps                                                         | Wake Up (Edição deluxe)                                                           | 2015 | Co-compositor |
| "High Hopes"                     | The Vamps                                                         | Meet the Vamps                                                                    | 2014 | Co-compositor |
| "Hoping For Snow"                | The Vamps                                                         | Meet the Vamps (Edição de natal)                                                  | 2014 | Co-compositor |
| "Hurricane"                      | The Vamps                                                         | Meet the Vamps (Edição norte-americana) e Oh Cecilia (Breaking My Heart) (single) | 2014 | Co-compositor |
| "I Found A Girl"                 | The Vamps versão solo e single com participação de OMI            | Wake Up (versão solo)                                                             | 2015 | Co-compositor |
| "Lovestruck"                     | The Vamps                                                         | Meet the Vamps                                                                    | 2014 | Co-compositor |
| "Million Words"                  | The Vamps                                                         | Wake Up                                                                           | 2015 | Co-compositor |
| "Oh Cecilia (Breaking My Heart)" | The Vamps (versão solo e single com participação de Shawn Mendes) | Meet the Vamps                                                                    | 2014 | Co-compositor |
| "On The Floor"                   | The Vamps                                                         | Meet the Vamps (Edição deluxe)                                                    | 2014 | Co-compositor |
| "Peace of Mind"                  | The Vamps                                                         | Wake Up (Edição deluxe)                                                           | 2015 | Co-compositor |
| "Risk It All"                    | The Vamps                                                         | Meet the Vamps                                                                    | 2014 | Co-compositor |
| "Runaway"                        | The Vamps                                                         | Wake Up Edição deluxe                                                             | 2015 | Co-compositor |
| "She Was The One"                | The Vamps                                                         | Meet the Vamps                                                                    | 2014 | Co-compositor |
| "Shine Like Gold"                | Ronan Keating                                                     | Time of My Life                                                                   | 2016 | Co-compositor |
| "Shout About It"                 | The Vamps                                                         | Meet the Vamps                                                                    | 2014 | Co-compositor |
| "Sleighing in The Snow"          | The Vamps                                                         | Meet the Vamps (Edição de natal)                                                  | 2014 | Co-compositor |
| "Stay Here"                      | The Vamps                                                         | Wake Up (EP)                                                                      | 2015 | Co-compositor |
| "Stolen Moments"                 | The Vamps                                                         | Wake Up                                                                           | 2015 | Co-compositor |
| "Wild Heart"                     | The Vamps                                                         | Meet the Vamps                                                                    | 2014 | Co-compositor |
| "Windmills"                      | The Vamps                                                         | Wake Up                                                                           | 2015 | Co-compositor |
| "Words (Don't Mean A Thing)"     | The Vamps                                                         | Wake Up (Edição japonesa) e I Found A Girl (CD1)                                  | 2015 | Co-compositor |
| "Worry"                          | The Vamps                                                         | Wake Up (Edição deluxe)                                                           | 2015 | Co-compositor |
| "Written Off"                    | The Vamps                                                         | Wake Up (Edição deluxe)                                                           | 2015 | Co-compositor |

### Créditos como produtor
| Ano  | Título                  | Álbum                            |
| ---- | ----------------------- | -------------------------------- |
| 2014 | "Sleighing In The Snow" | Meet the Vamps (Edição de natal) |
| 2015 | "Written Off"           | Wake Up (Edição deluxe)          |

## Discografia
Álbuns lançados com The Vamps
- Meet the Vamps (2014)
- Wake Up (2015)
- Night and Day (versão night) (2017)

## Premios e Indicações
| Ano  | Premiação               | Categoria            | Indicação   | Resultado |
| ---- | ----------------------- | -------------------- | ----------- | --------- |
| 2015 | Scottish Fashion Awards | Ícone Fashion do Ano | Connor Ball | Venceu    |
| 2016 | Scottish Fashion Awards | Ícone Fashion do Ano | Connor Ball | Pendente  |